# Glassigt
Glassigt är en raplåt av och med Mange Schmidt från 2006. I låten är det Schmidt som rappar och som sjunger det mesta av refrängen, men låtens titel framförs av Mogge Sseruwagi med en falsettröst.
Refrängens upprepade utrop "glassigt!" är en referens till acid house-hiten "We call it acieed" av D Mob från 1988 där ordet "acid" upprepas.
Den blev en av 2006 års stora svenska sommarplågor. Bland annat hamnade låten 1:a på Sommartoppen och singelutgåvan sålde guld. Radioprogrammet Deluxe i Sveriges Radio P3 gjorde en parodi som hette "Taskigt" med artisten "Janne Smisk" (Jörgen Lötgård och Sara Young).